# Lawrence Renes
Lawrence Renes (* 1970 in Den Helder, Provinz Noord-Holland) ist ein niederländisch-maltesischer Dirigent. Er war von 2002 bis 2006 Generalmusikdirektor der Bremer Philharmoniker in Bremen.

## Biografie

### Familie, Ausbildung
Renes Familie hat ihre Wurzeln in Birgu (Vittoriosa) auf Malta; und so ist er mit Malta auch stark verbunden geblieben. Seine Mutter, eine Tochter des Schuhmachers Bonnici, zog nach ihrer Heirat nach Südholland in die Niederlande. Er besuchte das Murmellius Gymnasium in Alkmaar.
Renes wurde als Violinist entdeckt von Joseph Sammut, Dirigent des Malta Philharmonic Orchestra, für die er dann in der Oper Tosca spielte. Er studierte Violine am Conservatorium van Amsterdam und dirigierte am Koninklijk Conservatorium Den Haag sowie als Gastdirigent das Kanazawa Symphony Orchestra in Japan. Er war 1992 Preisträger des Nederlandse Omroep Stichting Dirigierkurses NIS. 1992 gewann er den Elisabeth Everts-Preis, einen Preis für herausragende junge Talente in den Niederlanden. Seine Ausbildung schloss er 1993 mit Auszeichnung ab.

### Dirigent
Sein Dirigentendebüt fand mit dem Orquesta Filharmónica de Gran Canaria statt. Er wirkte als Assistent des Dirigenten von Edo de Waart bei den niederländischen Rundfunkphilharmonikern. Er vertrat um 1995 Riccardo Chailly bei einem Konzert mit dem Royal Concertgebouw Orchestra (KCO) und wurde danach international bekannt. 1996 war er Hauptgastdirigent der niederländischen Rundfunkphilharmonie. 1996 wurde er Hauptgastdirigent der Zagreber Philharmonie. Von 1998 bis 2002 war er Chefdirigent von Het Gelders Orkest (Arnhem).
Von 2001 bis 2006 war Renes Generalmusikdirektor der Bremer Philharmonie.
Er war u. a. davor und danach Gastdirigent: Beethoven Orchester Bonn, Sydney Symphony Orchestra, Orchestre National Bordeaux Aquitaine, Orchestre national des Pays de la Loire, Minnesota Orchestra, Deutsches Symphonie-Orchester Berlin, Saint Louis Symphony Orchestra, Royal Liverpool Philharmonic Orchestra, City of Birmingham Symphony Orchestra, Göteborger Symphoniker, Stuttgarter Rundfunkorchester, Los Angeles Philharmonic Orchestra, Bamberger Symphoniker, Kungliga Filharmoniska Orkestern, Indianapolis Symphony Orchestra, Residentie Orkest Den Haag, Stavanger Symphony Orchestra, BBC Symphony Orchestra, Dänisches National Symphony Orchestra, Schwedisches Kammerorchester, Hong Kong Philharmonic Orchestra, Teatro Carlo Felice, Orchestra Sinfonica di Milano Giuseppe Verdi, New Zealand Symphony Orchestra, Aspen Music Festival, Indianapolis Symphony Orchestra.
Renes wirkte um 2007 beim Opernfestival in Santa Fe, New Mexico, an der Seattle Opera sowie 2008/09 bei der Milwaukee Symphony Orchestra. Im November 2011 wurde er Chefdirigent der schwedischen Königlichen Oper (Kungliga Operan) in Stockholm, (Saison 2012–2013 und 2016–2017). 2017 wurde seine Position des Chefdirigenten der Royal Swedish Opera beendet.

Er öffnet die 2019/20 - Saison mit seiner Rückkehr zur San Francisco Opera.
Renes vertiefte mit der De Nederlandse Opera die zeitgenössischen Musik mit den ersten kommerziellen Aufnahme von der 2005 herausgekommenen Oper Doctor Atomic von John Adams. Eine Reihe von CD-Aufnahmen wurden mit ihm aufgenommen (Gershwin, Dvorak-Cellokonzert, Violinkonzerte Nr. 2, 4 und 5 von Henri Vieuxtemps).